# 潭廣院
潭廣院（たんこういん）は神奈川県秦野市西田原にある曹洞宗の寺。

## 概要
永禄7年 (1564年)に開創された。
一時期無住になった潭廣院から薬師如来座像、聖観音菩薩立像、地蔵菩薩立像が曽屋村　瑠璃光山・慈眼寺に移され、以来曽屋村だけなく、旅行く商人、職人等が祈願する姿が伝えられ、相模薬師第17番として栄えた。 
『新編相模国風土記稿』曽屋村の項に「薬師堂二　一ハ慈眼寺ノ號アリ西田原村潭廣院持」とある。 
慈眼寺は長い間住職がなく、地域民に守られてきた。明治時代の廃仏毀釈は曽屋村では激しくなく、それでも寺号を廃止、曽屋薬師堂として明治42年頃まで近くの人たちにより守られてきた。 
時移り、曽屋公会堂が秦野市福祉会館に建て替えられたおり曽屋観音堂（薬師堂）に祀られていた諸仏は、地域の人の長い歳月の信仰もあり、中曽屋自治会館に移された。その会館の取り壊しが決まり（2015年4月）潭廣院への里帰りとなった。
潭廣院は薬師如来座像、聖観音菩薩立像、地蔵菩薩立像諸仏の里帰りに合わせ本堂内に宮殿を築造し厨子2基を安置し（2021年1月）、明年寅年の12年に一度のご開帳の準備を整えている。

## 本寺・末寺
- 本寺：相州鎌倉郡玉縄村龍宝寺[1]
- 末寺：相州曽屋村瑠璃光山・慈眼寺（開山分銀良全）

## アクセス
- 公共交通機関を使う場合、小田急線秦野駅　から羽根行き神奈川中央交通バス、上宿会館前下車、　バス停から徒歩3分。車を使う場合県道７０５号線